# Box-Weltcup 1994
Der Box-Weltcup der Herren 1994 war die 7. Austragung des Weltcups im Boxsport, der seit 1979 in unregelmäßigen Abständen stattfindet. Das Pokalturnier fand in Bangkok, in Thailand statt.

## Medaillengewinner
| Klasse                               | Gold                           | Silber                         | Bronze                                                    |
| Halbfliegengewicht (– 48 Kilogramm)  | Nschan Muntschjan Armenien     | Rafael Lozano Spanien          | Pramuansak Phosuwan Thailand Daniel Petrow Bulgarien      |
| Fliegengewicht (– 51 Kilogramm)      | Rovshan Huseynov Aserbaidschan | Vichai Khadpo Thailand         | Talaibek Kadyraliev Kirgisistan Serhij Kowhanko Ukraine   |
| Bantamgewicht (– 54 Kilogramm)       | Aleksandar Christow Bulgarien  | Claudiu Cristache Rumänien     | István Kovacs Ungarn Dirk Krüger Deutschland              |
| Federgewicht (– 57 Kilogramm)        | Falk Huste Deutschland         | Somluck Kamsing Thailand       | Joel Casamayor Kuba Devarajan Venkatesan Indien           |
| Leichtgewicht (– 60 Kilogramm)       | Marco Rudolph Deutschland      | Julio González Kuba            | Bruno Wartelle Frankreich Tontscho Tontschew Bulgarien    |
| Halbweltergewicht (– 63,5 Kilogramm) | Oktay Urkal Deutschland        | Abdellah Benbiar Marokko       | Bolat Niyazymbetow Kasachstan Reynaldo Galido Philippinen |
| Weltergewicht (– 67 Kilogramm)       | Nariman Atayev Usbekistan      | Arkom Chenglai Thailand        | David Palac Vereinigte Staaten Pasquale Buonnano Italien  |
| Halbmittelgewicht (– 71 Kilogramm)   | Francisc Vaștag Rumänien       | Kanatbek Chagatayev Kasachstan | Ali Ismailov Aserbaidschan Suthep Wongsunthorn Thailand   |
| Mittelgewicht (– 75 Kilogramm)       | Arkadiy Topayev Kasachstan     | Bert Schenk Deutschland        | Jean-Paul Mendy Frankreich Narong Inphrom Thailand        |
| Halbschwergewicht (– 81 Kilogramm)   | Rostislaw Saulitschni Ukraine  | Sven Ottke Deutschland         | Islam Arsangalijew Russland Timur Ibragimov Usbekistan    |
| Schwergewicht (- 91 Kilogramm)       | Félix Savón Kuba               | René Monse Deutschland         | Georgi Kandelaki Georgien Viktor Shtorm Kasachstan        |
| Superschwergewicht (+ 91 Kilogramm)  | Roberto Balado Kuba            | Oleg Maskaev Usbekistan        | Swilen Rusinow Bulgarien Willi Fischer Deutschland        |

## Medaillenspiegel
| Rang | Land               | Gold | Silber | Bronze | Gesamt |
| ---- | ------------------ | ---- | ------ | ------ | ------ |
| 1    | Deutschland        | 3    | 3      | 2      | 8      |
| 2    | Kuba               | 2    | 1      | 1      | 4      |
| 3    | Kasachstan         | 1    | 1      | 2      | 4      |
| 4    | Usbekistan         | 1    | 1      | 1      | 3      |
| 5    | Rumänien           | 1    | 1      | 0      | 2      |
| 6    | Bulgarien          | 1    | 0      | 3      | 4      |
| 7    | Aserbaidschan      | 1    | 0      | 1      | 2      |
| 7    | Ukraine            | 1    | 0      | 1      | 2      |
| 9    | Armenien           | 1    | 0      | 0      | 1      |
| 10   | Thailand           | 0    | 3      | 3      | 6      |
| 11   | Spanien            | 0    | 1      | 0      | 1      |
| 11   | Marokko            | 0    | 1      | 0      | 1      |
| 13   | Kirgisistan        | 0    | 0      | 1      | 1      |
| 13   | Ungarn             | 0    | 0      | 1      | 1      |
| 13   | Indien             | 0    | 0      | 1      | 1      |
| 13   | Frankreich         | 0    | 0      | 1      | 1      |
| 13   | Philippinen        | 0    | 0      | 1      | 1      |
| 13   | Vereinigte Staaten | 0    | 0      | 1      | 1      |
| 13   | Italien            | 0    | 0      | 1      | 1      |
| 13   | Georgien           | 0    | 0      | 1      | 1      |
|      | Gesamt             | 12   | 12     | 22     | 46     |